# Convenție comunitară
Convențiile comunitare pot fi cunoscute și sub numele de tratate sau acorduri și sunt cele mai utilizate instrumente ale dreptului internațional public. Convenția este un acord între mai multe state și/sau organizații internaționale care stabilește legile aplicabile în relațiile dintre acestea și dintre cetățenii lor. Convențiile pot fi bilaterale, și anume încheiate între două state. Aceasta era situația generală înainte ca organizațiile internaționale să fie înființate și să ofere un forum pentru încheierea convențiilor multilaterale, încheiate între mai mult de două state. Multe convenții multilaterale au fost negociate sub auspiciile unor organizații internaționale, precum Conferința de la Haga privind dreptul internațional privat și Consiliul Europei. Convenția Bruxelles I a fost încheiată între statele membre ale Comunității Economice Europene în 1968. Comunitatea Europeană încheie în mod regulat convenții cu una sau mai multe țări ne-membre, în numele statelor membre. Odată ce o convenție a fost semnată de reprezentanții guvernelor în cauză, trebuie să fie ratificată sau aprobată de autoritățile naționale pertinente, și anume în general de parlamentele naționale. În unele state, convențiile care au fost ratificate produc efecte directe în ordinea juridică internă. În alte state, convențiile ratificate produc efecte doar în cazul în care au fost transpuse în ordinea juridică națională, sub forma unei legi, de exemplu.
Convențiile sunt instrumente de drept internațional public și se deosebesc de instrumentele dreptului comunitar prin următoarele aspecte:
- În dreptul internațional public, problemele de interpretare ale convențiilor pot fi soluționate în unele cazuri de către instanțele naționale. În general, nu există niciun sistem de instanțe specific care să garanteze uniformitatea interpretării, și, prin urmare, a aplicării convențiilor. În dreptul comunitar, Curtea de Justiție se asigură că există o interpretare uniformă.
- În dreptul internațional public, nu există niciun sistem de instanțe general și organizat care să poată penaliza un stat ce nu își respectă obligațiile ce îi revin în conformitate cu o convenție internațională. În dreptul comunitar, Curtea de Justiție poate stabili că există o încălcare a dreptului comunitar și poate chiar decide plata unor penalizări.